# Odontophrynidae
Odontophrynidae là một họ động vật lưỡng cư trong bộ Anura. Họ này có 41 loài.

## Hình ảnh

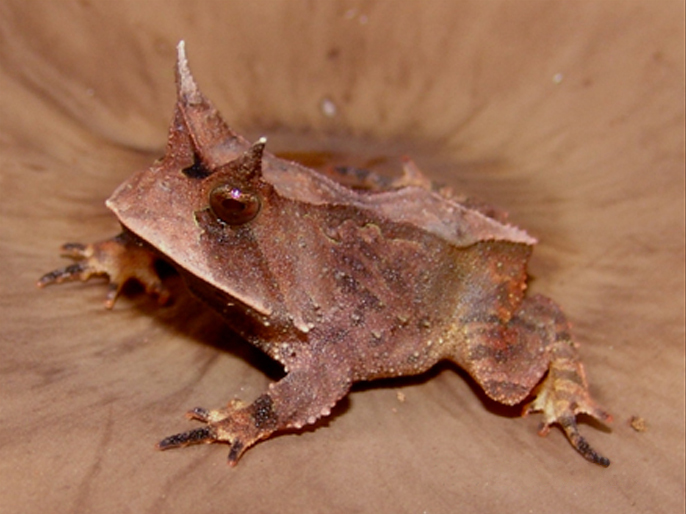

## Phân loại học
Họ Odontophrynidae gồm các chi sau:
- Macrogenioglottus Carvalho, 1946
- Odontophrynus Reinhardt & Lütken, 1862
- Proceratophrys Miranda-Ribeiro, 1920